# 卡巴那島
卡巴那島是印度尼西亞的島嶼，屬於大巽他群島的一部分，位於蘇拉威西島對開的弗洛勒斯海域，由東南蘇拉威西省負責管轄，面積873平方公里，島上最高點海拔高度1,570米，島上住有約3萬名居民，主要經濟活動有種植水稻、木薯、椰子、捕魚、開發森林。岛屿大部分属邦巴纳县，南部小部分属中布顿县。